# 日本の逆転有罪殺人事件一覧
日本の逆転有罪殺人事件一覧（にほんのぎゃくてんゆうざいさつじんじけんいちらん）は、日本国内で発生した殺人事件のうち、一審で無罪とされ、その後上訴審で有罪とされた事件のリストである。

## 一審無罪判決から上訴審で有罪判決が下された殺人事件
一審で無罪判決を下されて、その後に逆転有罪判決となった殺人事件は、記録の残る中では以下の例がある（カッコ内は事件発生年）。
- 静岡県井川村強盗殺人事件（1935年）：一審無罪判決だったが、二審（東京控訴院）は逆転死刑判決。
- 姫路喫茶店ケンカ殺人事件（1949年）：一審は盗犯等ノ防止及処分ニ関スル法律を適用して正当防衛として無罪判決。控訴審で差戻され、差戻審で懲役3年、執行猶予4年の有罪判決を受けた。
- 弘前大学教授夫人殺人事件（1949年）：一審無罪判決も、二審で懲役15年の有罪判決を受け最高裁で確定。しかし、事件発生から28年後に真犯人が名乗り出たことにより再審で無罪が確定。
- ホテル日本閣殺人事件主犯の元夫殺害事件（1952年）：一審では被疑者のうち1人は殺人罪について無罪だったが、二審で懲役10年の判決。最高裁で確定。
- 竜門事件（1953年）：被疑者のうち1人が一審で無罪判決を受けるも、二審で懲役8年の有罪判決。最高裁で確定。
- 玉名継母毒殺事件（1956年）：一審は無罪だったが、二審で差戻し判決。差戻し後の一審で懲役12年判決を受け、最高裁で確定。
- 宮崎・三ヶ所村雑貨商一家強盗殺傷事件（1956年）：起訴された3人のうち、1人は共謀を認めず一審は無罪だったが二審で無期懲役判決、最高裁で確定。（1人は一審公判中に病死。もう1人は一・二審とも無期懲役判決。最高裁で確定）
- 名張毒ぶどう酒事件（1961年）：一審無罪も、二審で死刑判決、最高裁で確定。事件発生から44年後の2005年に再審開始決定が出されたが、翌年取り消し。最高裁に特別抗告され、2010年に高裁へ審理が差し戻されたが2012年に再び再審開始が取り消された。弁護側は特別抗告した。2015年、病死。
- CMソングプロダクション社長殺人事件（1964年）：一審は無罪だったが二審で無期懲役判決。ただし、この被告は心神喪失と認定され無罪判決を受けたが、後にそれが仮病であることが判明したため有罪判決につながった（一審では検察側は求刑を放棄した）。
- 六甲山事件（1965年）：一審で無罪判決。控訴審での差戻し判決を受けて、差戻し一審は逆転有罪、無期懲役判決。しかし、第二次控訴審で再度逆転、無罪判決が確定した。
- 守口少女殺人事件（1966年）：一審は無罪判決だったが、二審で懲役8年の逆転有罪判決、最高裁で確定。
- 守口寿司店経営者殺人事件（1971年）：一審は無罪判決だったが、二審で懲役12年の逆転有罪判決。
- 富山事件（1974年）：一審は無罪判決だったが、二審で懲役10年の逆転有罪判決、最高裁で確定。
- 北本養父殺人事件（1975年）：養父を殺害したとして起訴された娘に無罪判決。ところが、二審は差戻し判決（最高裁も差戻し支持）、差戻し一審で有罪判決を受けた。控訴、上告も棄却され、懲役7年が確定。娘とその夫のいずれが真犯人か争われた。
- 大阪市松林男児刺殺事件（1982年）：一審では無罪判決だったが、二審で無期懲役の逆転有罪判決、最高裁で確定。
- 堺市雑居ビル女児絞殺事件（1984年）：一審無罪も、二審で懲役20年の有罪判決、最高裁で確定。
- 福井女子中学生殺人事件（1986年）：一審で無罪判決も二審で懲役7年の逆転有罪、最高裁で確定。事件発生から25年後の2011年に再審開始の決定がなされたが、2013年に決定は取り消された。
- 上磯沖保険金殺人事件（1986年）：主犯とされた人物は、一審で無罪判決。二審で逆転有罪、無期懲役判決。最高裁で確定。
- 藤沢放火殺人事件（1993年）：一審では無罪判決だったが、二審で懲役15年の逆転有罪判決、最高裁で確定。
- 東電OL殺人事件（1997年）：一審で無罪判決も、二審で無期懲役の有罪判決で、最高裁で確定。 事件発生から15年後の2012年に再審で無罪が確定。
- 京都日整学園女性理事長殺害事件（1997年）：一審無罪も、二審で懲役12年、最高裁で確定。
- 神奈川2件強盗殺人事件（1988年-1989年）：一審では1件につき無罪判決（無期懲役）だったが、控訴審で2件とも有罪判決（死刑）。最高裁で確定。2009年、病死。
- 手稲保険金殺人事件（2000年）：一審は無罪だったが、二審は殺人ほう助で懲役3年執行猶予5年の有罪判決、最高裁で確定。
- 豊川市男児連れ去り殺人事件（2002年）：一審で無罪判決が下されたが、二審で懲役17年の有罪判決が下され、最高裁で確定した。
- 東京都北区塗装店店主傷害致死事件（2003年）：一審では心神喪失として無罪判決。控訴審では心神耗弱認定で懲役3年の有罪判決。上告審では心神喪失の疑いありとして高裁に差戻したが、差戻し控訴審は改めて心神耗弱と認定し、懲役2年6月判決。再上告も棄却されて確定した。
- 土浦一家3人殺害事件（2004年）：一審では心神喪失とされ無罪だったが、二審では心神耗弱とされて無期懲役判決。最高裁で確定。
- 旧清川村強盗殺人事件（2005年）：一審は無罪だったが二審で無期懲役判決。最高裁で確定。
- 神戸質店主強盗殺人事件（2005年）：一審は無罪だったが二審で無期懲役判決、最高裁で確定。
- 山口組系多三郎一家組長刺殺事件（2007年）：殺害を指揮したとして起訴された1人に裁判員裁判で無罪判決。控訴審で有罪、懲役20年判決。上告中。
- 津川組相談役射殺事件（2008年）：一審では二人とも無罪だったが、二審では一人に対し無期懲役判決、一人は控訴棄却で無罪で確定。有罪となった一人は上告したが、最高裁で確定。
- 志木母子放火殺人事件（2008年）：一審は無罪だったが、二審で差し戻し判決。最高裁で確定。
- 柏ひき逃げ強盗殺人事件（2013年）：一審は強盗殺人は無罪、窃盗罪のみ有罪で懲役6年だったが、二審で差し戻し判決。最高裁で確定。

このほか、一・二審で有罪、第一次差戻し審で無罪、第二次差戻し審で有罪、第二次上告審で無罪と三転した末に無罪判決が確定した八海事件がある。